# Особняк Андреева

Мемориальная доска Михаилу Александровичу Караулову

Особняк В. Х. Андреева — памятник архитектуры во Владикавказе, Северная Осетия. Выявленный объект культурного наследия России и культурного наследия Северной Осетии. Находится в историческом центре города на проспекте Мира, д. 34.

## История
Здание построено в 1883 году по заказу купца В. Х. Андреева. В 1895 году дом был передан Владикавказской публичной библиотеке, которую основала благотворительница и общественная деятельница В. Г. Шредерс. Фонд библиотеки первоначально состоял из 50 пожертвованных книг, но к 1911 году уже насчитывал 7174 книги. Варвара Шредерс была директором этой библиотеки до своей кончины в 1901 году. 
С 1913 по 1917 года в здании также размещался Клуб коммерческого собрания, основанный в 1884 году. После Октябрьской революции здание было национализировано и передано в 1920 году Центральной Республиканской библиотеке. Здесь же находился Отдел народного образования, сотрудником которого в 1920—1921 годах был русский писатель Михаил Булгаков. В 1946 году Центральная Республиканская библиотека, находящаяся в здании, была преобразована в Республиканскую научную библиотеку имени С. М. Кирова. Позднее эта библиотека была преобразована в Национальную научную библиотеку Северной Осетии (с 1997 года находится на улице Коцоева, 43).
С 1981 года здесь находится Республиканская юношеская библиотека имени Г. Газданова. 
В настоящее время здесь также размещается штаб Терского казачьего войска. 18 ноября 2018 года на здании была установлена мемориальная доска первому выборному войсковому атаману Терского казачьего войска Михаилу Александровичу Караулову.